# Racó Català
Racó Català (rincão catalão) é uma página web  que utiliza só a língua catalã. Esta página web é produzida por Tirabol Produccions, e começou a funcionar o 4 Março 1999 Foi fundada por Joan Camp, Oriol Morell e Guillem Sureda, que então eram estudantes. A principal tendência ideológica desta página web é o independentismo dos Países Catalães e não tem nenhuma relação com nenhum partido político. A página web cuida-se de matérias culturais, sociais e de informação general de todos os Países Catalães. A página web tem sido também responsable de muitas campanhas on line pela defesa da língua catalã. Ao início de 2013 tinha mais de 20.000 usuários registrados, e no suo fórum de internet mais de 5 milhões de mensagens tinham sido publicados durante a sua história. Em Fevereiro 2013 a página web estava situada na sexta posição entre os periódicos digitais em língua catalã que tinham uma medida OJD. com mais de 330.000 visitantes mensuais unicos. Em Setembro 2015 a web recebeu 418.747 visitantes únicos segondo a OJD.
Depois dos atentados terroristas de ETA em Burgos e Maiorca durante o verão de 2009, Racó Català sofreu una campanha de difamação e calúnia organizada pelos medios e forums de internet espanhois de extrema direita, que vinculavam o independentismo catalão do Racó co'a apologia do terrorismo.
A organização do Racó Català tem recebido subvenções do Departemento de Médios de Comunicação da Generalidade da Catalunha. É um membro da seção digital da Associação Catalã de Periódicos Livres. 
O periodista digital Saül Gordillo publicou no Racó Català os principais artigos do seu blog do 23 Maio 2006 até Junho 2009. Em 2007 a página web recebeu o Prêmio Jaume I da Instituição Cultural da Franja de Ponent, e em Abril 2013 recebeu o Prêmio Joan Coromines das Associações Coordinadas pela Língua Catalã.